# آدامز ستراتون ماكليستر
آدامز ستراتون ماكليستر (بالإنجليزية: Addams Stratton McAllister)‏ هو مهندس أمريكي، ولد في 24 فبراير 1875 في كوفينغتون في الولايات المتحدة، وتوفي في 26 نوفمبر 1946 في كليفتون فورغ في الولايات المتحدة.